# Lista i wyniki gal Professional Fighters League na terenie Europy
Lista i wyniki gal Professional Fighters League na terenie Europy 

## Lista gal
| Nr | Gala                              | Data             | Miejsce                                 |
| -- | --------------------------------- | ---------------- | --------------------------------------- |
| 1  | PFL 8: 2022 Playoffs              | 13 sierpnia 2022 | Cardiff, Cardiff Motorpoint Arena       |
| 2  | PFL 9: 2022 Playoffs              | 20 sierpnia 2022 | Londyn, Copper Box Arena                |
| 3  | PFL Europe 1: 2023 Regular Season | 25 marca 2023    | Newcastle upon Tyne, Vertu Motors Arena |
| 4  | PFL Europe 2: 2023 Regular Season | 8 lipca 2023     | Berlin, Verti Music Hall                |
| 5  | PFL Europe 3: 2023 Playoffs       | 30 września 2023 | Paryż, Zénith Paris                     |
| 6  | PFL Europe 4: 2023 Championships  | 8 grudnia 2023   | Dublin, 3Arena Dublin                   |
| 7  | PFL Europe 1: 2024 Regular Season | 7 marca 2024     | Paryż, Accor Arena                      |
| 8  | PFL Europe 2: 2024 Regular Season | 8 czerwca 2024   | Newcastle upon Tyne, Utilita Arena      |
| 9  | PFL Europe 3: 2024 Playoffs       | 28 września 2024 | Glasgow, OVO Hydro                      |
| 10 | PFL Europe 4: 2024 Championships  | 14 grudnia 2024  | Décines-Charpieu, LDLC Arena            |
| 11 | PFL Europe 2025: First Round 1    | 10 maja 2025     | Belfast, Odyssey                        |
| 12 | PFL Europe 2: Brussels 2025       | 5 lipca 2025     | Bruksela, ING Arena                     |
| 13 | PFL Europe 3: Nantes 2025         | 26 września 2025 | Nantes, Zenith Nantes Metropole         |
| 14 | PFL Europe 4: 2025 Finals         | 13 grudnia 2025  | Décines-Charpieu, LDLC Arena            |

## Wykaz miast europejskich w których gościło Professional Fighters League
"stan na 6 lipca 2025"
- Newcastle upon Tyne -  2 razy
- Paryż -  2 razy
- Bruksela -  1 raz
- Londyn -  1 raz
- Décines-Charpieu -  1 raz
- Berlin -  1 raz
- Dublin -  1 raz
- Belfast -  1 raz
- Glasgow -  1 raz
- Cardiff -  1 raz

## Wyniki gal

### PFL 8: 2022 Playoffs
Walka Wieczoru
- Walka półfinałowa turnieju PFL w kategorii półśredniej:  Rory MacDonald –  Dilano Taylor

Zwycięstwo Taylora przez TKO w 1 rundzie
Karta Główna
- Walka półfinałowa turnieju PFL w kategorii ciężkiej:  Renan Ferreira –  Ante Delija

Zwycięstwo Deliji przez TKO w 1 rundzie
- Walka półfinałowa turnieju PFL w kategorii ciężkiej:  Matheus Scheffel –  Juan Adams

Zwycięstwo Scheffela przez TKO w 3 rundzie
- Walka półfinałowa turnieju PFL w kategorii półśredniej:  Carlos Leal –  Sadibou Sy

Zwycięstwo Sy przez jednogłośną decyzję sędziów
- Walka w kategorii piórkowej:  Nathan Kelly –  Ben Ellis

Zwycięstwo Kelly'ego przez poddanie w 1 rundzie
Karta Wstępna
- Walka w kategorii lekkiej:  Emran Sakhizaada –  Josh O'Connor

Zwycięstwo O'Connora przez poddanie w 3 rundzie
- Walka w kategorii półciężkiej:  Mick Stanton –  Marcin Wójcik

Zwycięstwo Wójcika przez poddanie w 1 rundzie
- Walka w kategorii półśredniej:  Christian Stigenberg –  Chris Mixan

Zwycięstwo Mixana przez niejednogłośną decyzję sędziów
- Walka w kategorii ciężkiej:  Ronny Markes –  Szymon Bajor

Zwycięstwo Bajora przez jednogłośną decyzję sędziów
- Walka w kategorii półciężkiej:  Lee Chadwick –  Przemysław Mysiala

Zwycięstwo Chadwicka przez jednogłośną decyzję sędziów
- Walka w kategorii półciężkiej:  Anthony Salamone –  Will Fleury

Zwycięstwo Fleury'ego przez jednogłośną decyzję sędziów
- Walka w kategorii lekkiej:  Maxim Radu –  Vojto Barborík

Zwycięstwo Radu przez TKO w 1 rundzie
- Walka w kategorii koguciej:  Moktar Benkaci –  Francesco Nuzzi

No Contest (nieintencjonalny cios palcem w oko) Runda 2

### PFL 9: 2022 Playoffs
Walka Wieczoru
- Walka półfinałowa turnieju PFL w kategorii lekkiej kobiet:  Martina Jindrová –  Kayla Harrison

Zwycięstwo Harrison przez poddanie w 1 rundzie
Karta Główna
- Walka półfinałowa turnieju PFL w kategorii piórkowej:  Brendan Loughnane –  Chris Wade

Zwycięstwo Loughnane przez jednogłośną decyzję sędziów
- Walka półfinałowa turnieju PFL w kategorii lekkiej kobiet:  Larissa Pacheco –  Olena Kolesnyk

Zwycięstwo Pacheco przez TKO w 1 rundzie
- Walka półfinałowa turnieju PFL w kategorii piórkowej:  Ryoji Kudo –  Bubba Jenkins

Zwycięstwo Jenkinsa przez poddanie w 1 rundzie
- Walka kobiet w kategorii muszej:  Dakota Ditcheva –  Hassna Gaber

Zwycięstwo Ditchevej przez TKO w 1 rundzie
- Walka w kategorii półciężkiej:  João Paulo Fagundes –  Simeon Powell

Zwycięstwo Powella przez TKO w 2 rundzie
Karta Wstępna
- Walka w kategorii ciężkiej:  Stuart Austin –  Sofiane Boukichou

Zwycięstwo Austina przez niejednogłośną decyzję sędziów
- Walka w kategorii lekkiej:  Aleksandr Czyżow –  Omar Husajn

Zwycięstwo Czyżowa przez poddanie w 2 rundzie
- Walka w kategorii koguciej:  Raphael Uchegbu –  Zebenzui Ruiz

Zwycięstwo Ruiza przez jednogłośną decyzję sędziów
- Walka w kategorii lekkiej:  Myles Price –  Marcin Held

Zwycięstwo Helda przez poddanie w 1 rundzie
- Walka w kategorii ciężkiej:  Abraham Bably –  Louie Sutherland

Zwycięstwo Bably'ego przez jednogłośną decyzję sędziów
- Walka w kategorii półśredniej:  Tayo Odunjo –  Magnus Onyeka Iversen

Zwycięstwo Iversena przez KO w 1 rundzie
- Walka w kategorii koguciej:  Darius Mafi –  Ali Taleb

Zwycięstwo Taleba przez poddanie w 1 rundzie

### PFL Europe 1: 2023 Regular Season
Walka Wieczoru
- Walka ćwierćfinałowa turnieju PFL Europe w kategorii półciężkiej:  Simeon Powell –  Mohamed Amine

Zwycięstwo Powella przez poddanie w 2 rundzie
Karta Główna
- Walka ćwierćfinałowa turnieju PFL Europe w kategorii muszej kobiet:  Dakota Ditcheva –  Malin Hermansson

Zwycięstwo Ditchevej przez poddanie w 1 rundzie
- Walka w kategorii koguciej:  Lewis McGrillen-Evans –  Salih Kulucan

Zwycięstwo McGrillen-Evansa przez KO w 1 rundzie
- Walka ćwierćfinałowa turnieju PFL Europe w kategorii półciężkiej:  Riccardo Nosiglia –  Jakob Nedoh

Zwycięstwo Nedoha przez KO w 1 rundzie
- Walka ćwierćfinałowa turnieju PFL Europe w kategorii półciężkiej:  Daniel Ladero –  Anthony Salamone

Zwycięstwo Salamone przez TKO w 1 rundzie
- Walka ćwierćfinałowa turnieju PFL Europe w kategorii muszej kobiet:  Marta Waliczek –  Cornelia Holm

Zwycięstwo Holm przez niejednogłośną decyzję sędziów
- Walka ćwierćfinałowa turnieju PFL Europe w kategorii półciężkiej:  Abdellah Er-Ramy –  Mădălin Pîrvulescu

Zwycięstwo Er-Ramy'ego przez TKO w 1 rundzie
- Walka ćwierćfinałowa turnieju PFL Europe w kategorii muszej kobiet:  Valentina Scatizzi –  Lizzy Gevers

Zwycięstwo Scatizzi przez niejednogłośną decyzję sędziów
Karta Wstępna
- Walka w kategorii koguciej:  Sam Robinson –  Louis Lee Scott

Zwycięstwo Lee Scotta przez KO w 1 rundzie
- Walka w kategorii lekkiej:  Lewis Monarch –  Oscar Ownsworth

Zwycięstwo Ownswortha przez niejednogłośną decyzję sędziów

### PFL Europe 2: 2023 Regular Season
Walka Wieczoru
- Walka ćwierćfinałowa turnieju PFL Europe w kategorii koguciej:  Farbod Iran Nezhad –  Francesco Nuzzi

Zwycięstwo Nuzziego przez KO w 1 rundzie
Karta Główna
- Walka ćwierćfinałowa turnieju PFL Europe w kategorii koguciej:  Moktar Benkaci –  Churszed Kachorow

Zwycięstwo Kachorowa przez jednogłośną decyzję sędziów
- Walka ćwierćfinałowa turnieju PFL w kategorii muszej kobiet:  Griet Eeckhout –  Lorena Cubero

Zwycięstwo Eeckhout przez jednogłośną decyzję sędziów
- Walka ćwierćfinałowa turnieju PFL Europe w kategorii koguciej:  Rachid Haz –  Frans Mlambo

Zwycięstwo Mlambo przez większościową decyzję sędziów
- Walka ćwierćfinałowa turnieju PFL Europe w kategorii koguciej:  Kenji Bortoluzzi –  Ali Taleb

Zwycięstwo Taleba przez KO w 1 rundzie
- Walka ćwierćfinałowa turnieju PFL Europe w kategorii lekkiej:  Geysim Derouiche –  John Mitchell

Zwycięstwo Mithcella przez jednogłośną decyzję sędziów
- Walka ćwierćfinałowa turnieju PFL Europe w kategorii lekkiej:  Acoidan Duque –  Aleksandr Czyżow

Zwycięstwo Duque przez jednogłośną decyzję sędziów
Karta Wstępna
- Walka w kategorii koguciej:  Lewis McGrillen-Evans –  Amrali Saydoshurov

Zwycięstwo McGrillen-Evansa przez KO w 2 rundzie
- Walka ćwierćfinałowa turnieju PFL Europe w kategorii lekkiej:  Connor Hughes –  Dylan Tuke

Zwycięstwo Tuke przez jednogłośną decyzję sędziów
- Walka ćwierćfinałowa turnieju PFL Europe w kategorii lekkiej:  Maxim Radu –  Jakub Kaszuba

Zwycięstwo Kaszuby przez poddanie w 1 rundzie
- Walka ćwierćfinałowa turnieju PFL Europe w kategorii lekkiej:  Sebas Santana Guedes –  Anatolij Baal

Zwycięstwo Baala przez TKO w 2 rundzie
- Walka kobiet w kategorii piórkowej:  Christina Breuer –  Ruby Mesu

Zwycięstwo Breuer przez TKO w 2 rundzie

### PFL Europe 3: 2023 Playoffs
Walka Wieczoru
- Walka w kategorii półśredniej:  Cédric Doumbé –  Jordan Zébo

Zwycięstwo Doumbé przez KO w 1 rundzie
Karta Główna
- Walka w umownym limicie -81,6 kg:  Brad Wheeler –  Abdoul Abdouraguimov

Zwycięstwo Abdouraguimova przez poddanie w 1 rundzie
- Walka półfinałowa turnieju PFL Europe w kategorii półciężkiej:  Anthony Salamone –  Jakob Nedoh

Zwycięstwo Nedoha przez KO w 1 rundzie
- Walka półfinałowa turnieju PFL Europe w kategorii półciężkiej:  Simeon Powell –  Daniel Ladero

Zwycięstwo Powella przez jednogłośną decyzję sędziów
- Walka półfinałowa turnieju PFL Europe w kategorii muszej kobiet:  Dakota Ditcheva –  Cornelia Holm

Zwycięstwo Ditchevej przez TKO w 3 rundzie
- Walka w kategorii lekkiej:  Yazid Chouchane –  Henrique Madureira

Zwycięstwo Chouchane przez jednogłośną decyzję sędziów
Karta Wstępna
- Walka w umownym limicie -81,6 kg:  Laureano Staropoli –  Baba Boundjou Nadjombe

Zwycięstwo Starapoliego przez TKO w 2 rundzie
- Walka półfinałowa turnieju PFL Europe w kategorii koguciej:  Churszed Kachorow –  Ali Taleb

Zwycięstwo Kachorowa przez jednogłośną decyzję sędziów
- Walka półfinałowa turnieju PFL Europe w kategorii koguciej:  Moktar Benkaci –  Frans Mlambo

Zwycięstwo Mlambo przez niejednogłośną decyzję sędziów
- Walka półfinałowa turnieju PFL Europe w kategorii lekkiej:  Dylan Tuke –  Jakub Kaszuba

Zwycięstwo Kaszuby przez jednogłośną decyzję sędziów
- Walka półfinałowa turnieju PFL Europe w kategorii lekkiej:  Geysim Derouiche –  John Mitchell

Zwycięstwo Mitchella przez jednogłośną decyzję sędziów
- Walka kobiet w kategorii muszej:  Luisa Fernanda Cifuentes –  Shanelle Dyer

Zwycięstwo Dyer przez jednogłośną decyzję sędziów

### PFL Europe 4: 2023 Championships
Walka Wieczoru
- Walka w kategorii piórkowej:  Dimitry Solimeis –  Nathan Kelly

Zwycięstwo Kelly'ego przez poddanie w 1 rundzie
Karta Główna
- Walka finałowa turnieju PFL Europe w kategorii koguciej:  Churszed Kachorow –  Frans Mlambo

Zwycięstwo Kachorowa przez KO w 2 rundzie
- Walka finałowa turnieju PFL Europe w kategorii lekkiej:  John Mitchell –  Jakub Kaszuba

Zwycięstwo Kaszuby przez TKO w 2 rundzie
- Walka w kategorii lekkiej:  Yazid Chouchane –  Dylan Tuke

Zwycięstwo Tuke przez poddanie w 2 rundzie
- Walka finałowa turnieju PFL Europe kobiet w kategorii muszej:  Dakota Ditcheva –  Valentina Scatizzi

Zwycięstwo Ditchevej przez TKO w 1 rundzie
- Walka finałowa turnieju PFL Europe w kategorii półciężkiej:  Simeon Powell –  Jakob Nedoh

Zwycięstwo Nedoha przez TKO w 2 rundzie
Karta Wstępna
- Walka w kategorii koguciej:  Weslley Maia –  Lewis McGrillen-Evans

Zwycięstwo Mai przez jednogłośną decyzję sędziów
- Walka w kategorii piórkowej:  David Tonatiuh Crol –  Brett Johns

Zwycięstwo Johnsa przez TKO w 3 rundzie
- Walka w kategorii półciężkiej:  Cleiton Silva –  Tom Breese

Zwycięstwo Breese przez poddanie w 1 rundzie
- Walka w kategorii koguciej:  Dominique Wooding –  Kikadze Bondo

Zwycięstwo Bondo przez jednogłośną decyzję sędziów
- Walka w kategorii lekkiej:  Connor Hughes –  Sebas Santana Guedes

Zwycięstwo Hughesa przez TKO w 2 rundzie
- Walka amatorska w kategorii muszej:  Nate Kelly –  Callum Seaton

Zwycięstwo Kelly'ego przez poddanie w 2 rundzie

### PFL Europe 1: 2024 Regular Season
Walka Wieczoru
- Walka w kategorii półśredniej:  Cédric Doumbé –  Baissangour Chamsoudinov

Zwycięstwo Chamsoudinova przez TKO w 3 rundzie
Karta Główna
- Walka w kategorii półśredniej:  Jack Grant –  Abdoul Abdouraguimov

Zwycięstwo Abdouraguimova przez niejednogłośną decyzję sędziów
- Walka ćwierćfinałowa turnieju PFL Europe w kategorii półśredniej:  Ibrahim Mané –  Chequina Noso Pedro

Zwycięstwo Mané przez niejednogłośną decyzję sędziów
- Walka ćwierćfinałowa turnieju PFL Europe w kategorii lekkiej:  Ignacio Capella –  Yazid Chouchane

Zwycięstwo Capelli przez TKO w 2 rundzie
- Walka ćwierćfinałowa turnieju PFL Europe w kategorii lekkiej:  Kane Mousah –  Jakub Kaszuba

Zwycięstwo Kaszuby przez jednogłośną decyzję sędziów
- Walka ćwierćfinałowa turnieju PFL Europe w kategorii półśredniej:  Yassin Najid –  Daniele Miceli

Zwycięstwo Miceliego przez poddanie w 1 rundzie
Karta Wstępna
- Walka w kategorii ciężkiej:  Mickaël Groguhe –  Islem Masraf

Zwycięstwo Masrafa przez KO w 1 rundzie
- Walka w kategorii lekkiej:  Patrick Habirora –  Claudio Pacella

Zwycięstwo Habirory przez jednogłośna decyzję sędziów
- Walka ćwierćfinałowa turnieju PFL Europe w kategorii lekkiej:  Connor Hughes –  Anatolij Baal

Zwycięstwo Hughesa przez TKO w 1 rundzie
- Walka ćwierćfinałowa turnieju PFL Europe w kategorii lekkiej:  Daniele Scatizzi –  Aleksandr Czyżow

Zwycięstwo Scatizziego przez poddanie w 1 rundzie
- Walka ćwierćfinałowa turnieju PFL Europe w kategorii półśredniej:  Florim Zendeli –  Tomasz Łangowski

Zwycięstwo Zendeliego przez poddanie w 1 rundzie
- Walka w kategorii średniej:  Kevin Del –  Younes Najid

Zwycięstwo Dela przez poddanie w 1 rundzie

### PFL Europe 2: 2024 Regular Season
Walka Wieczoru
- Walka kobiet w kategorii lekkiej:  Mirela Vargas –  Savannah Marshall

Zwycięstwo Marshall przez TKO w 1 rundzie
Karta Główna
- Walka w kategorii lekkiej:  Kane Mousah –  Dylan Tuke

Zwycięstwo Tuke'a przez jednogłośną decyzję sędziów
- Walka ćwierćfinałowa turnieju PFL Europe w kategorii półśredniej:  Jack Grant –  Charlie Leary

Zwycięstwo Granta przez KO w 1 rundzie
- Walka w kategorii koguciej:  Lewis McGrillen-Evans –  Matiss Zaharovs

Zwycięstwo McGrillena-Evansa przez jednogłośną decyzję sędziów
- Walka ćwierćfinałowa turnieju PFL Europe kobiet w kategorii muszej:  Shanelle Dyer –  Mariam Torchinava

Zwycięstwo Dyer przez KO w 1 rundzie
Karta Wstępna
- Walka w kategorii piórkowej:  Ibragim Ibragimov –  Josh Reed

Zwycięstwo Ibragimova przez poddanie w 1 rundzie
- Walka ćwierćfinałowa turnieju PFL Europe w kategorii koguciej:  Julien Pierre Lopez –  Dominique Wooding

Zwycięstwo Lopeza przez poddanie w 1 rundzie
- Walka ćwierćfinałowa turnieju PFL Europe kobiet w kategorii muszej:  Lizzy Gevers –  Karolina Wójcik

Zwycięstwo Wójcik przez jednogłośną decyzję sędziów
- Walka w kategorii lekkiej:  Claudio Pacella –  Mark Ewen

Zwycięstwo Pacelli przez jednogłośną decyzję sędziów
- Walka ćwierćfinałowa turnieju PFL Europe w kategorii koguciej:  Tuomas Grönvall –  Churszed Kachorow

Zwycięstwo Kachorowa przez KO w 3 rundzie
- Walka ćwierćfinałowa turnieju PFL Europe kobiet w kategorii muszej:  Marie Loiseau –  Valentina Scatizzi

Zwycięstwo Scatizzi przez jednogłośną decyzję sędziów
- Walka w kategorii piórkowej:  Ben Woolliss –  Nikola Ivanovic

Zwycięstwo Woollissa przez TKO w 1 rundzie
- Walka ćwierćfinałowa turnieju PFL Europe w kategorii koguciej:  Alexander Luster –  Alperen Karabulut

Zwycięstwo Lustera przez poddanie w 1 rundzie
- Walka ćwierćfinałowa turnieju PFL Europe kobiet w kategorii muszej:  Dee Begley –  Paulina Wiśniewska

Zwycięstwo Wiśniewskiej przez TKO w 2 rundzie

### PFL Europe 3: 2024 Playoffs
Walka Wieczoru
- Walka w kategorii półśredniej:  Steven Ray –  Lewis Long

Zwycięstwo Raya przez poddanie w 1 rundzie
Karta Główna
- Walka w umownym limicie -68 kg:  Robert Whiteford –  Roger Huerta

Zwycięstwo Whiteforda przez jednogłośna decyzję sędziów
- Walka w kategorii lekkiej:  Mark Ewen –  Yassin Chtatou

Zwycięstwo Ewena przez poddanie w 1 rundzie
- Walka półfinałowa turnieju PFL Europe w kategorii koguciej:  Dean Garnett –  Lewis McGrillen-Evans

Zwycięstwo McGrillena-Evansa przez KO w 3 rundzie
- Walka półfinałowa turnieju PFL Europe w kategorii koguciej:  Julien Pierre Lopez –  Alexander Luster

Zwycięstwo Lustera przez poddanie w 1 rundzie
- Walka półfinałowa turnieju PFL Europe w kategorii półśredniej:  Florim Zendeli –  Jack Grant

Zwycięstwo Zendeli przez niejednogłośną decyzję sędziów
- Walka półfinałowa turnieju PFL Europe w kategorii półśredniej:  Ibrahima Mané –  Daniele Miceli

Zwycięstwo Miceli przez TKO w 1 rundzie
- Walka półfinałowa turnieju PFL Europe w kategorii lekkiej:  Daniele Scatizzi –  Jakub Kaszuba

Zwycięstwo Kaszuby przez jednogłośną decyzję sędziów
Karta Wstępna
- Walka półfinałowa turnieju PFL Europe w kategorii lekkiej:  Connor Hughes –  Ignacio Capella

Zwycięstwo Hughesa przez jednogłośną decyzję sędziów
- Walka półfinałowa turnieju PFL Europe kobiet w kategorii muszej:  Shanelle Dyer  –  Valentina Scatizzi

Zwycięstwo Dyer przez niejednogłośną decyzję sędziów
- Walka półfinałowa turnieju PFL Europe kobiet w kategorii muszej:  Paulina Wiśniewska –  Karolina Wójcik

Zwycięstwo Wiśniewskiej przez jednogłośną decyzję sędziów
- Walka w kategorii lekkiej:  Lorenzo Parente –  Stefano Catacoli

Zwycięstwo Parente przez poddanie (dźwignia na staw łokciowy) w 1 rundzie
- Walka w kategorii koguciej:  Matiss Zaharovs –  Brian Hyslop

Zwycięstwo Zaharovsa przez poddanie (duszenie zza pleców) w 2 rundzie
- Walka kobiet w kategorii muszej:  Weronika Pietruszka –  Gemma Auld

Zwycięstwo Auld przez TKO w 1 rundzie

### PFL Europe 4: 2024 Championships
Walka Wieczoru
- Walka w kategorii półśredniej:  Laureano Staropoli –  Abdoul Abdouraguimov

Zwycięstwo Abdouraguimova przez jednogłośną decyzję sędziów
Karta Główna
- Walka w umownym limicie -74 kg:  Patrick Habirora –  Catalin Safta

Zwycięstwo Habirory przez KO w 3 rundzie
- Walka w kategorii ciężkiej:  Mickael Groguhe –  Lamine Sene

Zwycięstwo Groguhe przez jednogłośną decyzję sędziów
- Walka finałowa turnieju PFL Europe w kategorii koguciej:  Lewis McGrillen-Evans –  Alexander Luster

Zwycięstwo McGrillena-Evansa przez TKO w 2 rundzie
- Walka finałowa turnieju PFL Europe w kategorii lekkiej:  Connor Hughes –  Jakub Kaszuba

Zwycięstwo Kaszuby przez TKO w 3 rundzie
- Walka w kategorii piórkowej:  Yassin Chtatou –  Mathys Duragrin

Zwycięstwo Duragrina przez jednogłośną decyzję sędziów
Karta Wstępna
- Walka w kategorii koguciej:  Ezzoubair Bouarsa –  Mahio Campanella

Zwycięstwo Campanelli przez poddanie w 1 rundzie
- Walka w kategorii półśredniej:  Salvo Giudice –  Atilla Kobas

Zwycięstwo Giudice przez jednogłośną decyzję sędziów
- Walka finałowa turnieju PFL Europe w kategorii półśredniej:  Florim Zendeli –  Daniele Miceli

Zwycięstwo Zendeli'ego przez poddanie w 1 rundzie
- Walka finałowa turnieju PFL Europe w kategorii kobiet w kategorii muszej:  Valentina Scatizzi –  Paulina Wiśniewska

Zwycięstwo Wiśniewskiej przez KO w 1 rundzie
- Walka w kategorii półśredniej:  Brice Belghazi –  Eoin Sheridan

Zwycięstwo Sheridana przez jednogłośną decyzję sędziów
- Walka w kategorii lekkiej:  Oscar Ownsworth –  Claudio Pacella

Zwycięstwo Pacelli przez jednogłośną decyzję sędziów

### PFL Europe 2025: First Round 1
Walka Wieczoru
- Walka w kategorii lekkiej:  Bruno Miranda –  Paul Hughes

Zwycięstwo Hughesa przez TKO w 1 rundzie
Karta Główna
- Walka w kategorii koguciej:  Lewis McGrillen –  Alan Philpott

Zwycięstwo McGrillena przez poddanie w 2 rundzie
- Walka ćwierćfinałowa turnieju PFL Europe w kategorii lekkiej:  Sebastien Di Franco –  Connor Hughes

Zwycięstwo Hughesa przez KO w 2 rundzie
- Walka ćwierćfinałowa turnieju PFL Europe w kategorii lekkiej:  Decky McAleenan –  Gino van Steenis

Zwycięstwo van Steenisa przez jednogłośną decyzję sędziów
- Walka w kategorii średniej:  Haider Khan –  Sean McCormac

Zwycięstwo Khana przez jednogłośną decyzję sędziów
- Walka ćwierćfinałowa turnieju PFL Europe w kategorii lekkiej:  Aleksandr Czyżow –  Mark Ewen

Zwycięstwo Czyżowa przez KO w 1 rundzie
- Walka ćwierćfinałowa turnieju PFL Europe w kategorii lekkiej:  Gavin Hughes –  Claudio Pacella

Zwycięstwo Pacelli przez jednogłośną decyzję sędziów
- Walka w kategorii półśredniej:  Malichi Edwards –  Eoin Sheridan

Zwycięstwo Sheridana przez TKO w 1 rundzie
- Walka kobiet w kategorii muszej:  	Sammy-Jo Luxton –  Gemma Auld

Zwycięstwo Auld przez poddanie w 2 rundzie
- Walka w kategorii piórkowej:  Nahom Wedi –  Corey McLaughlin

Zwycięstwo McLaughlina przez jednogłośną decyzję sędziów

### PFL Europe 2: Brussels 2025
Walka Wieczoru
- Walka w kategorii półśredniej:  Patrick Habirora –  Danny Roberts

Zwycięstwo Habirory przez KO w 1 rundzie
Karta Główna
- Walka w kategorii koguciej:  Taylor Lapilus –  Ali Taleb

Zwycięstwo Lapilusa przez jednogłośną decyzję sędziów
- Walka w kategorii piórkowej:  Gaetano Pirrello–  Salvatore Liga

Zwycięstwo Pirrello przez poddanie w 1 rundzie
- Walka w kategorii półciężkiej:  Boris Atangana –  Bruno Santos

Zwycięstwo Atangany przez TKO w 1 rundzie
- Walka w kategorii półśredniej:  Khamzat Abaev –  Chequina Noso Pedro

Zwycięstwo Noso Pedro przez jednogłośną decyzję sędziów
- Walka w kategorii koguciej:  Movsar Ibragimov –  Gerardo Fanny

Zwycięstwo Ibragimova przez poddanie w 2 rundzie
- Walka w kategorii piórkowej:  Ibragim Ibragimov –  Mathys Duragrin

Zwycięstwo Ibragimova przez jednogłośną decyzję sędziów
- Walka ćwierćfinałowa turnieju PFL Europe w kategorii koguciej:  Dean Garnett –  Tuomas Grönvall

Zwycięstwo Garnetta przez jednogłośną decyzję sędziów
- Walka ćwierćfinałowa turnieju PFL Europe w kategorii koguciej:  Mahio Campanella –  Matiss Zaharovs

Zwycięstwo Campanelli przez jednogłośną decyzję sędziów
Karta Wstępna
- Walka w kategorii lekkiej:  Nicolas Di Franco–  Catalin Safta

Zwycięstwo Safty przez niejednogłośną decyzję sędziów
- Walka ćwierćfinałowa turnieju PFL Europe w kategorii koguciej:  Anas Azizoun –  Gustavo Oliveira

Zwycięstwo Oliveiry przez KO w 1 rundzie
- Walka ćwierćfinałowa turnieju PFL Europe w kategorii koguciej:  Julien Pierre Lopez –  Jan Ciepłowski

Zwycięstwo Ciepłowskiego przez TKO w 1 rundzie
- Walka kobiet w kategorii muszej:  Jessica Cunha –  Paulina Wiśniewska

Zwycięstwo Wiśniewskiej przez poddanie w 1 rundzie
- Walka w kategorii piórkowej:  Adam Meskini–  Tiziano Ferranti

Zwycięstwo Meskiniego przez TKO w 2 rundzie
- Walka w kategorii koguciej:  Fahdi Khaled –  Levi Batchelor

Zwycięstwo Batchelora przez poddanie w 3 rundzie
- Walka w kategorii półśredniej:  Brice Belghazi –  Salvo Giudice

Zwycięstwo Giudice przez poddanie w 3 rundzie

### PFL Europe 3: Nantes 2025
Walka Wieczoru
- Walka w kategorii półśredniej:  Abdoul Abdouraguimov –

Karta Główna
- Walka półfinałowa turnieju PFL Europe w kategorii lekkiej:  Gino van Steenis –  Claudio Pacella
- Walka półfinałowa turnieju PFL Europe w kategorii lekkiej:  Connor Hughes –  Aleksandr Czyżow
- Walka półfinałowa turnieju PFL Europe w kategorii koguciej:  Dean Garnett –  Jan Ciepłowski
- Walka półfinałowa turnieju PFL Europe w kategorii koguciej:  Mahio Campanella –  Gustavo Oliveira

Karta Wstępna
- Walka w kategorii :   –

### PFL Europe 4: 2025 Finals
Walka Wieczoru
- Walka w kategorii :   –

Karta Główna
- Walka w kategorii :   –

Karta Wstępna
- Walka w kategorii :   –